# مقاطعة أوش
منطقة أوش (بالقيرغيزية: Ош областы، بالروسية: Ошская область) هي منطقة (إقليم) في قيرغيزستان. عاصمتها أوش. يحدها جلال آباد، ومنطقة نارين وسنجان (الصين)، وطاجيكستان، ومنطقة باتكين، وأوزبكستان.

## التقسيم الإداري
تنقسم المنطقة لـ 7 مناطق فرعية، تضم 3 بلدات، 82 تجمع ريفي، 469 قرية.
| علم/شعار | المنطقة    | المركز       | المساحة   | السكان (إحصاء 2021) | التقسيمات                     |
| -------- | ---------- | ------------ | --------- | ------------------- | ----------------------------- |
|          | ألاي (علي) | جولشا        | 7582 كم²  | 87398 نسمة          | 14 مجتمع ريفي، 62 مستوطنة     |
|          | أرافان     | أرافان       | 1340 كم²  | 137.721 نسمة        | 8 مجتمعات ريفية، 50 قرية      |
|          | شونغ-آلاي  | داروت كورجون | 4857 كم²  | 32140 نسمة          | 3 مجتمعات ريفية، 22 قرية      |
|          | كارا كولجا | كارا كولجا   | 5813 كم²  | 100320 نسمة         | 12 مجتمع ريفي، 55 قرية        |
|          | كارا سو    | كارا سو      | 3616 كم²  | 448608 نسمة         | بلدة، 16 مجتمع ريفي، 137 قرية |
|          | نوكات      | نوكات        | 3179 كم²  | 302481 نسمة         | بلدة، 16 مجتمع ريفي، 75 قرية  |
|          | أوزجون     | أوزجون       | 3،308 كم² | 282981 نسمة         | بلدة، 19 مجتمع ريفي، 79 قرية  |